# Rhyan White
Rhyan Elizabeth White (Sandy, 25 gennaio 2000) è una nuotatrice statunitense, specializzata nel dorso e nei misti.

## Biografia
Ha fatto parte della spedizione statunitense ai III Giochi olimpici giovanili estivi di Buenos Aires 2018, vincendo il bronzo nei 100 metri dorso.
Ha rappresentato gli Stati Uniti all'Olimpiade di Tokyo 2020, vincendo l'argento nella staffetta 4x100 metri misti e guadagnando il quarto posto nei 100 e 200 metri dorso.

## Palmarès
| Anno | Manifestazione            | Sede         | Evento              | Risultato | Prestazione | Note  |
| ---- | ------------------------- | ------------ | ------------------- | --------- | ----------- | ----- |
| 2018 | Giochi olimpici giovanili | Buenos Aires | 50 m dorso          | 4ª        | 28"86       |       |
| 2018 | Giochi olimpici giovanili | Buenos Aires | 100 m dorso         | Bronzo    | 1'00"60     |       |
| 2018 | Giochi olimpici giovanili | Buenos Aires | 200 m dorso         | 4ª        | 2'10"95     |       |
| 2018 | Giochi olimpici giovanili | Buenos Aires | 4x100 m sl          | 5ª        | 3'53"32     |       |
| 2018 | Giochi olimpici giovanili | Buenos Aires | 4x100 m misti       | 5ª        | 4'16"79     |       |
| 2018 | Giochi olimpici giovanili | Buenos Aires | 4x100 m misti mista | 5ª        | 3'56"81     |       |
| 2021 | Giochi olimpici           | Tokyo        | 100 m dorso         | 4ª        | 58"43       |       |
| 2021 | Giochi olimpici           | Tokyo        | 200 m dorso         | 4ª        | 2'06"39     |       |
| 2021 | Giochi olimpici           | Tokyo        | 4x100 m misti       | Argento   | 3'55"18     | [ 2 ] |
| 2021 | Mondiali in vasca corta   | Abu Dhabi    | 50 m dorso          | dns       | dns         |       |
| 2021 | Mondiali in vasca corta   | Abu Dhabi    | 100 m dorso         | 5ª        | 55"87       |       |
| 2021 | Mondiali in vasca corta   | Abu Dhabi    | 200 m dorso         | Oro       | 2'01"58     |       |
| 2021 | Mondiali in vasca corta   | Abu Dhabi    | 4x50 m misti        | Argento   | 1'43"61     |       |
| 2022 | Mondiali                  | Budapest     | 200 m dorso         | Bronzo    | 2'06"96     |       |
| 2022 | Mondiali                  | Budapest     | 4x100 m misti       | Oro       | 3'53"78     |       |